# أنتوني ديفيس (ملحن)
أنتوني ديفيس (بالإنجليزية: Anthony Davis)‏ هو عازف جاز وملحن وعازف بيانو أمريكي، ولد في 20 فبراير 1951 في باترسون في الولايات المتحدة.

## وصلات خارجية
- أنتوني ديفيس على موقع الموسوعة البريطانية (الإنجليزية)
- أنتوني ديفيس على موقع ميوزك برينز (الإنجليزية)
- أنتوني ديفيس على موقع قاعدة بيانات برودواي على الإنترنت (الإنجليزية)
- أنتوني ديفيس على موقع أول ميوزيك (الإنجليزية)
- أنتوني ديفيس على موقع ديسكوغز (الإنجليزية)